# Nina Hoger

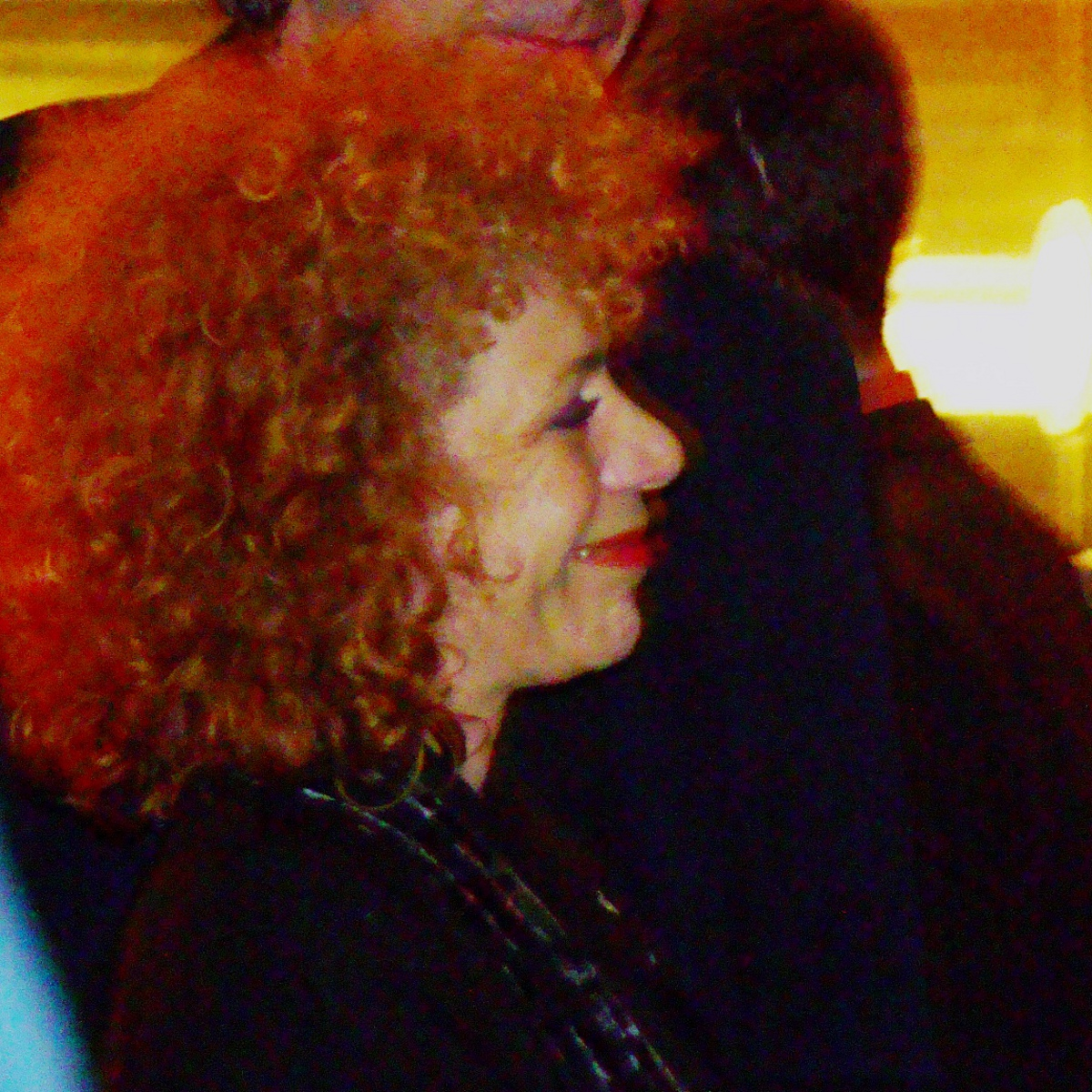
Nina Hoger nach der Premiere des Disney-Musicals Tarzan, in Hamburg am 19. Oktober 2008

Nina Babette Hoger (* 24. März 1961 in Hamburg) ist eine deutsche Schauspielerin.

## Privatleben
Nina Hoger kam 1961 als Tochter der Schauspielerin Hannelore Hoger sowie deren damaligen Lebensgefährten Norbert Ecker zur Welt. Ihr Großvater Leo Hoger war Schauspieler und Inspizient am Hamburger Ohnsorg-Theater. Sie war mit dem Filmproduzenten Frank Döhmann verheiratet und von 1993 bis Ende 2004 mit ihm gemeinsam Gesellschafterin der 7 Tage Filmproduktion GmbH, deren Geschäftsführerin sie zugleich war. Im Zuge des Schleichwerbungsskandals um die Colonia Media geriet sie deshalb in die Schlagzeilen. Hoger lebt derzeit in Berlin.

## Karriere
Durch ihre Familie kam Nina Hoger früh mit der Schauspielerei und dem Theater in Kontakt und gab im Alter von 18 Jahren 1979 in dem Fernsehfilm Fallstudien von Hartmut Griesmayr ihr Debüt. 1986 war die Schauspielerin erstmals im Kino zu sehen, als sie in dem Film Der Madonna-Mann von Regisseur Hans C. Blumenberg spielte.
1987 stand sie an der Seite ihrer Mutter für die fünfteilige Fernsehreihe Die Bertinis vor der Kamera. Das Mutter-Tochter-Duo war im Laufe beider Karrieren noch oft gemeinsam zu sehen. So spielten die beiden in der Fernsehserie Marleneken und übernahmen die Hauptrollen in dem Fernsehfilm Vier Meerjungfrauen sowie dessen Fortsetzung. Dort verkörperten sie wie im richtigen Leben Mutter und Tochter.
In der Verfilmung des Romans Jahrestage von Uwe Johnson arbeitete sie mit der Regisseurin Margarethe von Trotta und anderen Kollegen wie Suzanne von Borsody, Axel Milberg, Matthias Habich und Hanns Zischler.
Nina Hoger übernahm im Laufe der Jahre zahlreiche Gastrollen und wiederkehrende Rollen in erfolgreichen Serien wie der Tatort-Reihe, Die Pfefferkörner oder Dr. Sommerfeld – Neues vom Bülowbogen.
Auch in der Erfolgsserie Bella Block, dargestellt von ihrer Mutter Hannelore Hoger, hatte sie 2004 einen Gastauftritt in der Folge Hinter den Spiegeln als Ehefrau eines Hotelmanagers, das erste Mordopfer.
2007 stand Hoger an der Seite von Marc Zwinz und Marian Meder für den Kinofilm Die Helden aus der Nachbarschaft vor der Kamera, der bei den Internationalen Filmfestspielen in Berlin in der Kategorie Perspektive Deutsches Kino gezeigt wurde.

## Auszeichnungen
- 1984: Filmband in Gold für Flucht nach vorn
- 2001: Robert-Geisendörfer-Preis für Enthüllungen einer Ehe

## Filmografie (Auswahl)
- 1979: Fallstudien
- 1981: Flächenbrand (Fernsehfilm)
- 1983: Flucht nach vorn (Fernsehfilm)
- 1983: Liebe ist kein Argument
- 1986: Jokehnen oder Wie lange fährt man von Ostpreußen nach Deutschland? (TV-Dreiteiler)
- 1987: Die Bertinis (Fernsehserie in fünf Teilen)
- 1988: Singles
- 1988: Jenseits von Blau
- 1988: Tatort – Winterschach
- 1989: Marleneken
- 1990: Kommissarin Goedeke (Fernsehserie)
- 1992: Tandem (Fernsehfilm)
- 1992: Tatort – Camerone
- 1992–1993: Freunde fürs Leben
- 1993: Chopin – Bilder einer Trennung
- 1993: Ludwig 1881
- 1993: Der Alte – Anstiftung zum Mord
- 1993: Der Alte – Mädchenfalle
- 1993: Derrick – Melodie des Todes
- 1993: Glückliche Reise – Sun City
- 1994: Sportarzt Conny Knipper – Giganten
- 1994: Natalie – Endstation Babystrich
- 1994: Willkommen in Babylon
- 1995: Tatort – Mordauftrag
- 1995: A.S.(Fernsehserie, Folge: Bitte töte ihn)
- 1995: Der Alte – Folge 202: Nichts geht mehr
- 1996: Tatort – Bei Auftritt Mord
- 1996: Sportarzt Conny Knipper – Fallobst
- 1996: Mensch, Pia!
- 1997: Lisa Falk – Der letzte Besucher
- 1997: Natalie II – Die Hölle nach dem Babystrich
- 1997–1998: Spuk aus der Gruft
- 1998: Tatort – Blinde Kuriere
- 1998: Das Schloss des Grauens
- 1998: Natalie III – Babystrich online
- 1999: Unser Lehrer Dr. Specht (Fernsehserie, Staffel 5)
- 1999: Enthüllung einer Ehe
- 1999–2002: Nesthocker – Familie zu verschenken
- 1999: Spuk im Reich der Schatten
- 2000: Jahrestage
- 2000: Die Frau, die einen Mörder liebte
- 2001–2004: Die Pfefferkörner
- 2001: Leo und Claire
- 2001: Natalie IV – Das Leben nach dem Babystrich
- 2001: Vier Meerjungfrauen
- 2001: Spuk am Tor der Zeit
- 2001: Polizeiruf 110 – Bis unter die Haut (Fernsehreihe)
- 2002: Tatort – Schrott und Totschlag
- 2002: Polizeiruf 110 – Henkersmahlzeit
- 2002: Tatort – Lastrumer Mischung
- 2002: Für immer für Dich
- 2002: Zwischen immer und nie
- 2002: Schöne Lügen
- 2003: Dr. Sommerfeld – Zwischen allen Stühlen
- 2003: Bella Block: Hinter den Spiegeln
- 2003: Natalie V – Babystrich Ostblock
- 2004: Der Bulle von Tölz: Krieg der Sterne
- 2004: Tatort – Hundeleben (Drehbuch)
- 2004: Dr. Sommerfeld – Neues vom Bülowbogen – Alte Träume, neue Liebe
- 2005: Vier Meerjungfrauen
- 2005: Der Staatsanwalt – Henkersmahlzeit
- 2006: SOKO Kitzbühel (Folge: Stalker)
- 2007: Der Alte – Folge 319: Sein letzter Wille
- 2007: Eine stürmische Bescherung
- 2008: Die Helden aus der Nachbarschaft
- 2008: Pfarrer Braun – Die Gärten des Rabbiners
- 2008: Notruf Hafenkante – Herzenssache
- 2009: Stubbe – Von Fall zu Fall: Im toten Winkel
- 2011: Die Dienstagsfrauen … auf dem Jakobsweg zur wahren Freundschaft
- 2012–2013: Der Landarzt
- 2013: SOKO Leipzig – Einer zahlt immer
- 2013: SOKO Köln – Tod eines Entführers
- 2014: Die Dienstagsfrauen – Sieben Tage ohne
- 2014–2021: Um Himmels Willen – (Rolle: Schwester Theodora)[2]
- 2015: Die Dienstagsfrauen – Zwischen Kraut und Rüben
- 2015: Block B – Unter Arrest
- 2017: SOKO Köln – Die Räuber
- 2021: Zurück ans Meer
- 2021: Alice im Weihnachtsland (Fernsehfilm)

## Hörspiele
- 1984: Per Wahlöö: Unternehmen Stahlsprung (Nora)
- 1997: Paul Auster: Stadt aus Glas (Virginia Stillman) – Regie: Alfred Behrens (WDR/BR)
- 1999: Ken Follett: Die Säulen der Erde (Ellen) – Regie: Leonhard Koppelmann – Hörspiel in 9 Teilen (WDR)